# 島内武重
島内 武重（嶋内、しまのうち たけしげ、安政4年9月（1857年） - 1893年（明治26年）1月22日）は、明治時代の政治家。貴族院多額納税者議員。

## 経歴・人物
郷士・島内茂久治（のち武金）の長男として土佐国香美郡物部村上岡（現・香美市物部町上岡）に生まれる。慶応2年（1866年）から1875年（明治8年）に掛けて、吉本寿玄、下司重成、田宮悦之らより和漢洋の学問を学ぶ。
1876年（明治9年）より各地の戸長、学区取締を務め、1883年（明治16年）野市村に夜学・協力心会を開設し、自由民権運動に参加する。1886年（明治19年）の物部川堤防事件に際しては、香美郡連合村会議員に当選し活動した。ほか、1888年（明治21年）上岡の夜学・青翠会会長、黒住教高知大教会農商部設立の会心社頭取、農益商会頭取などを歴任し、布教と殖産に努めた。
1888年（明治21年）民権派議員として高知県会議員に地元の香美郡より当選。さらに、1890年（明治23年）第1回多額納税者議員選挙に互選され、同年9月29日、貴族院議員に就任した。1893年（明治26年）1月22日、病没した。

## 親族
- 弟：島内武久（農業、高知県多額納税者）[3][4]
- 長男：島内武秀（農業、高知県多額納税者）[3]